# مجزرة عائلة كشكو (30 أكتوبر 2023)
مجزرة عائلة كشكو (30 أكتوبر 2023) أو مجزرة حي الزيتون (30 أكتوبر 2023) هي مجزرةٌ ارتكبها سلاح الجوّ الإسرائيلي حينما أغارَ على بناية سكنية تتبع لعائلة كشكو. وخلال ساعات منتصف الليل ليوم الأثنين الموافق 30 أكتوبر 2023 قام سلاح الجو بشن سلسلة غارات على حي الزيتون شرقي مدينة غزة، واستهدفت هذه الغارات بناية سكنية يعيش بها كافة أفراد عائلة كشكو. هذه المجزرة من ضمن عدة مجازر وقعت خلال عملية طوفان الأقصى. تسبّبت هذه المجزرة الإسرائيليّة والتي استهدفت منازل تضم عدد من المدنيين إلى استشهاد أكثر من 69 شهيداً من عائلة كشكو وجميعهم من عائلة واحدة.

## خلفية الحدث
في ساعاتِ الصباح الأولى من يوم السابع من أكتوبر 2023 أطلقت حركة المقاومة الإسلامية حماس عبر ذراعها العسكري كتائب الشهيد عز الدين القسام عملية طوفان الأقصى وذلك ردًا على الاعتداءات الإسرائيلية وتدنيس الأقصى والاستمرار في الاستيطان كما أكّد على ذلك محمد الضيف القائد العام للقسّام والذي أعطى إشارة انطلاق العمليّة التي شهدت اقتحامًا من المقاومين لمستوطنات غلاف غزة ونجحوا في قتلِ عدد كبيرٍ من الجنود الإسرائيلين، وأسر عشرات آخرين كما استطاعوا خلال ساعات قطع عشرات الكيلومترات ووصلوا لمستوطنات أبعد من تلك المحيطة والقريبة من قطاع غزة.
استمرَّت الاشتباكات بين الجيش الإسرائيلي وبين المقاومين في عديد من المستوطنات وعلى رأسها مستوطنة سديروت. الرد الإسرائيلي على هذه العمليّة جاء من خلال شنّ سلاح الجو الإسرائيلي عشرات الغارات العشوائيّة على القطاع متسبّبة في مقتل عشرات المدنيين وتدمير البنية التحتية لمدن القطاع، ليصل حد فرض إغلاق شامل وقطع متعمد لكل الخدمات من ماء وكهرباء وغاز، وهو ما هدَّد حياة أكثر من مليونَي فلسطيني يعيشُ داخل القطاع الذي يُعاني أصلًا من تبعات الحصار الخانق عليهم منذ ستة عشر عاماً.

## المجزرة
في يوم الأثنين الموافق 30 أكتوبر 2023، قامت طائرات الاحتلال الإسرائيلي بقصف مكثف وشديد لحي الزيتون الواقع في جنوب شرق غزة. حيثُ يعتبر هذا المكان أمن بحسب بيان جيش الاحتلال الذي دعى سكان القطاع للتوجه إلى منطقة وادي غزة. ويعتبر حي الزيتون من أكبر أحياء مدينة غزة من حيث المساحة وثاني أكبرها من حيث عدد السكان. ومع ذلك؛ شنت الطائرات غارات جوية مكثفة في كافة أنحاء حي الزيتون، وتمكنت سيارات الإسعاف والدفاع المدني من انتشال جثامين 69 مواطناً من عائلة كشكو، ومعظمهم أطفال ونساء إضافة إلى عشرات الجرحى والمفقودين.

## الضحايا
1. احمد هاشم كشكو
2. عنايات كشكو
3. ماجد احمد هاشم كشكو
4. شريهان العشي كشكو
5. احمد ماجد احمد كشكو
6. الاء ماجد احمد كشكو
7. نور ماجد احمد كشكو
8. يوسف ماجد احمد كشكو
9. ضياء ماجد احمد كشكو
10. رائد احمد هاشم كشكو
11. منال السويسي كشكو
12. شروق رائد  احمد كشكو
13. حسام رائد احمد كشكو
14. تغريد رائد احمد كشكو
15. محمد رائد احمد كشكو
16. حلا رائد احمد كشكو
17. هيثم رائد احمد كشكو
18. معتصم رائد احمد كشكو
19. عبد الرحمن رائد كشكو
20. اسمة كشكو
21. فرح حاتم احمد كشكو
22. احمد حاتم احمد كشكو
23. تغريد اسماعيل كشكو
24. احمد محمد احمد كشكو
25. اسماعيل محمد احمد كشكو
26. ملاك محمد احمد كشكو
27. تمام محمد احمد كشكو
28. ليلي محمد احمد كشكو
29. ناريمان محفوظ هاشم كشكو
30. احمد رامي احمد كشكو
31. رافت رامي احمد كشكو
32. هاشم رامي احمد كشكو
33. ريتال رامي احمد كشكو
34. ريم رامي احمد كشكو
35. محفوظ هاشم كشكو
36. ايمان ابو صافي كشكو
37. تامر محفوظ هاشم كشكو
38. مي محمود هاشم كشكو
39. هيثم تامر محفوظ كشكو
40. محمد تامر محفوظ كشكو
41. خالد محفوظ هاشم كشكو
42. فاطمة ابو صافي كشكو
43. هيثم خالد محفوظ كشكو
44. ايمان خالد محفوظ كشكو
45. ايهاب محفوظ كشكو
46. بهاء ايهاب محفوظ كشكو
47. حماد محمد مصباح كشكو
48. فاطمة توفيق كشكو
49. مصباح حماد مصباح كشكو
50. نداء الزهار كشكو
51. جني مصباح حماد كشكو
52. محمد مصباح حماد كشكو
53. احمد مصباح حمادكشكو
54. محمد عطية زايد كشكو
55. منتصر محمد عطية كشكو
56. أبن منتصر محمد عطية كشكو
57. إبنة منتصر محمد عطية كشكو
58. نعمة عطية زايد كشكو
59. مطر عليوة (كشكو)
60. مطيعه عليوة (كشكو)
61. احمد مطر عليوة (كشكو)
62. نعمة مطر عليوة (كشكو)
63. محمد مطر عليوة (كشكو)
64. ادم مطر عليوة (كشكو)
65. أبن مطر عليوة (كشكو)
66. احمد محمود هاشم كشكو
67. زوجة احمد محمود كشكو
68. محمود احمد محمود كشكو
69. أبن احمد محمود كشكو